# پیرپونت (داکوتای جنوبی)
پیرپونت(به انگلیسی: Pierpont) شهری در ایالت داکوتای جنوبی کشور ایالات متحده آمریکا است که جمعیت آن در سرشماری سال ۲۰۱۰ میلادی، ۱۳۵ نفر بوده‌است.